# Новиков, Василий Григорьевич (адмирал)
Василий Григорьевич Новиков (26 февраля 1918, Новомихайловка, Харьковская губерния — 3 декабря 2003, Москва) — советский военно-морской деятель, начальник Главного технического управления ВМФ СССР, инженер-адмирал (1984).

## Биография
Родился в 26 февраля 1918 года в селе Новомихайловка Сумского района Сумской области.
Призван в ряды РККФ 13 июля 1936. Учился в электро-механической школе Учебного отряда ЧФ, служил на эсминце «Ловкий».
Окончил Высшее военно-морское инженерное училище имени Ф. Э. Дзержинского в 1941 году. В 1942—1952 годах — командир группы, боевой части корабля, старший инженер-механик технического управления Черноморского флота.
C 1953 года — главный инженер судоремонтного завода. В 1963—1966 годах заместитель начальника Главного управления, с 1967 года начальник Технического управления ВМФ СССР, с 1969 также и заместитель Главнокомандующего ВМФ по эксплуатации.
С 17 февраля 1986 года в отставке.
Скончался 3 декабря 2003 года. Похоронен в Москве на Троекуровском кладбище.

## Звания[2]
- Инженер-контр-адмирал (7.05.1966)
- Инженер-вице-адмирал (6.11.1970)
- Инженер-адмирал (5.05.1976).

## Награды[1]
- Медаль «За оборону Севастополя» (1942);
- Медаль «За оборону Кавказа» (1944);
- Орден Красной Звезды (1944);
- Орден Отечественной войны I степени (1944);
- Медаль "За победу над Германией в Великой Отечественной войне 1941—1945 гг. " (1945);
- Медаль "За боевые заслуги " (1947);
- Юбилейная медаль «30 лет Советской Армии и Флота» (1948);
- Орден Красной Звезды (1951);
- Орден Красного Знамени (1956);
- Юбилейная медаль «40 лет Вооруженных Сил СССР» (1958);
- Юбилейная медаль "20 лет Победы в Великой Отечественной войне 1941—1945 г. " (1965);
- Орден Трудового Красного Знамени (1966);
- Юбилейная медаль «За воинскую доблесть. В ознаменование 100-летия со дня рождения Владимира Ильича Ленина» (1970);
- Орден Красной Звезды (1972);
- Орден «За службу Родине в Вооруженных Силах СССР» III степени (1975);
- Медаль "30 лет Победы в Великой Отечественной войне 1941—1945 гг. " (1975);
- Юбилейная медаль «60 лет Вооруженных Сил СССР» (1978);
- Орден Ленина (1978);
- Орден Отечественной войны I степени (1985);
- Медаль "40 лет Победы в Великой Отечественной войне 1941—1945 гг. " (1985)

## Семья
Жена — Усонис Анна Павловна, сын Новиков Константин Васильевич, внук Новиков Василий Константинович, лена Васильевна.